# يواكيم الأول (ناخب براندنبورغ)
يواكيم الأول نستور (بالألمانية: Joachim I. Nestor)‏ (Joachim I؛ 21 فبراير 1484 - 11 يوليو 1535) أمير ناخب لمرغريفية براندنبورغ (1499-1535). من آل هوهنتسولرن، أخذ لقبه نستو من شخصية الملك نستور في ميثولوجيا إغريقية.